# Interwetten Racing (autosportteam)
Interwetten.com Racing is een autosportteam uit Oostenrijk, opgericht in 2001 door Walter Raus.

## Geschiedenis
Interwetten begon in de Formule Volkswagen in 2001, waar het in 2002 het kampioenschap won met de Duitser Sven Barth.
In 2004 stapten zij over naar de Formule Renault V6 Eurocup met Barth en Jaap van Lagen met de bookmakers Interwetten als hoofdsponsor. Barth won een race op het Circuit de Monaco en Van Lagen een race op de Motorsport Arena Oschersleben.
In 2005 werd de World Series by Renault opgericht, waarbij de World Series by Nissan en de Formule Renault V6 Eurocup werden samengevoegd. Interwetten bleef rijden in deze klasse, waar Barth, Stefano Proetto, Daniel la Rosa, Fernando Rees en Carlos Iaconelli gedurende het seizoen instapten. Enkel La Rosa wist punten te behalen, met een tweede plaats op het Bugatti Circuit als hoogtepunt.
In 2006 boekten zij hun eerste echte succes met meerdere overwinningen voor Éric Salignon en Andy Soucek, waarmee zij het constructeurskampioenschap wonnen.
De Mexicaan Salvador Durán ging in 2007 bij het team aan de slag, waarbij hij Telmex als sponsor meebracht. Hij won een race op het Autodromo Nazionale Monza, terwijl teamgenoot Daniil Move geen punten wist te scoren. In 2008 reed Durán samen met landgenoot Pablo Sánchez López, waarbij Durán een race won op Silverstone.
In 2009 gebruikte het team tijdens het seizoen de coureurs Durán, Mihai Marinescu, Adrian Zaugg, Tobias Hegewald en Michael Herck. In tegenstelling tot de voorgaande jaren wist het team geen enkele race te winnen en was een tweede plaats van Zaugg in Monaco het beste resultaat.
In 2010 ging het team ook rijden in de Eurocup Formule Renault 2.0, waar zij met Luciano Bacheta een race wonnen op de Hungaroring.
In 2010 werd het team oorspronkelijk niet geselecteerd om deel uit te maken van de Formule Renault 3.5 Series. In plaats hiervan kwam het onder de naam FHV Interwetten.com te rijden. Echter, Bruno Méndez en Sergio Canamasas behaalden slechts vijf punten en het team eindigde als laatste in het constructeurskampioenschap. Vanaf 2011 zou het team vervangen worden door Charouz Racing.